# Sent Maurice de Carcin
Sent Maurice de Carcin (en francès Saint-Maurice-en-Quercy) és un municipi francès situat al departament de l'Òlt i a la regió d'Occitània.

## Demografia
| 1962                                       | 1968 | 1975 | 1982 | 1990 | 1999 | 2007 |
| ------------------------------------------ | ---- | ---- | ---- | ---- | ---- | ---- |
| 275                                        | 294  | 289  | 275  | 248  | 239  | 215  |
| Des de 1962: població sense dobles comptes |      |      |      |      |      |      |

## Administració
| Període   | Identitat         | Partit |
| --------- | ----------------- | ------ |
| 1904-1953 | Joseph Truel      |        |
| 1953-1989 | Charles Pinquié   |        |
| 1989-2008 | Robert Bousquet   |        |
| 2008-     | Claude Lablanquie |        |